# Jean Chappe
Pour les articles homonymes, voir Chappe.
Jean Chappe d’Auteroche, appelé aussi abbé Chappe ou abbé Chappe d’Auteroche, né le 23 mars 1728 à Mauriac en Auvergne et mort le 1er août 1769 à San José del Cabo au Mexique, est un astronome français.
En 1994, l'union astronomique internationale a attribué le nom de Chappe à un cratère lunaire.

## Biographie

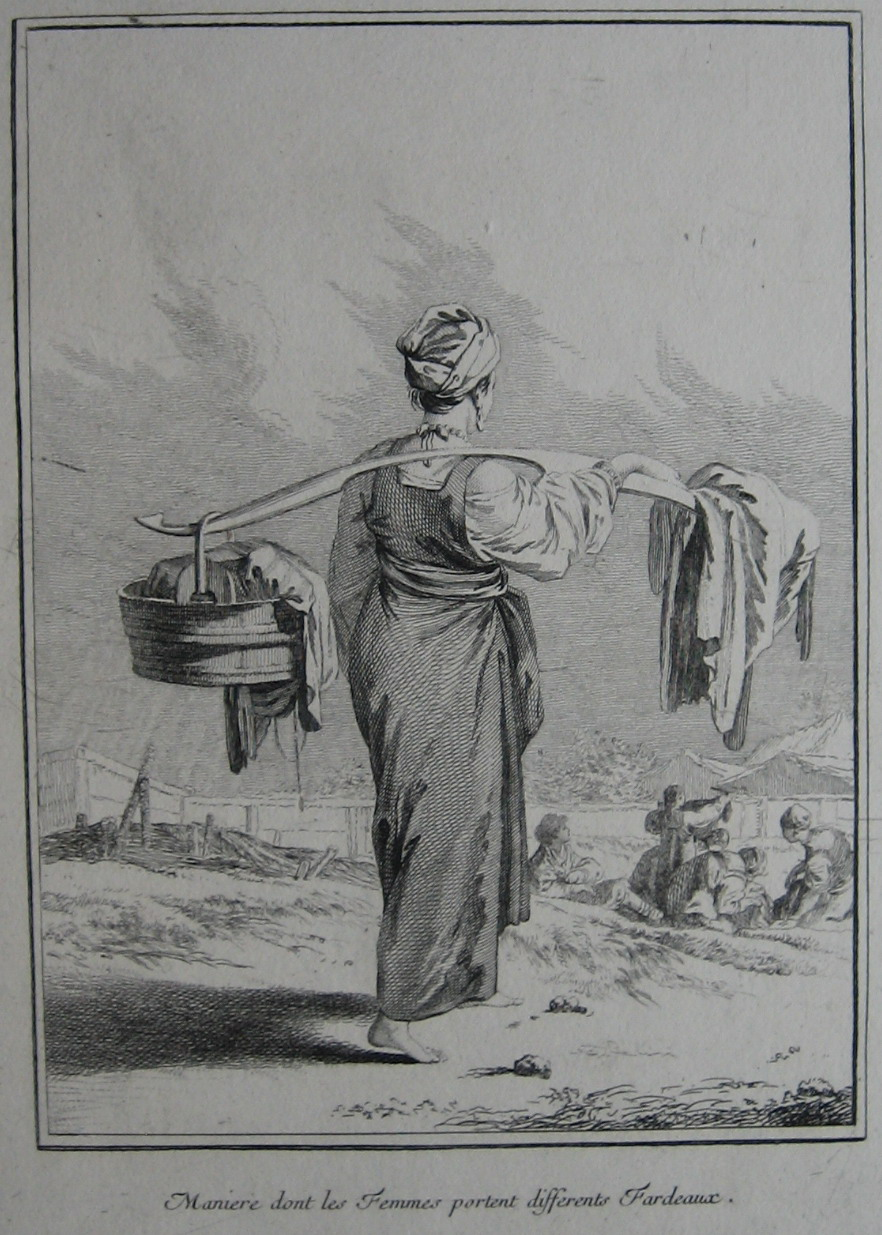
Paysanne russe avec une palanche (gravure de Jean-Baptiste Le Prince).

Oncle de l'inventeur Claude Chappe, il est né dans une vieille famille de notables auvergnats,,. Il embrasse l'état ecclésiastique et, après des études au collège des Jésuites de Mauriac, se livre à l'étude de l'astronomie. Nommé adjoint astronome le 14 janvier 1759, il est choisi en 1760 par l’Académie des sciences, dont il est membre, pour aller à Tobolsk observer le fameux transit de Vénus sous le disque du soleil, fixé au 6 juin de l’année. Il se rend par terre à Saint-Pétersbourg, et part pour la Sibérie, où il n’arrive qu’après avoir éprouvé tous les maux inséparables d’un voyage fait dans un tel climat, au milieu de la plus rigoureuse saison. Arrivé dans les derniers jours d’avril 1761, il observe, le 5, une éclipse de soleil qui lui donne la différence du méridien de Tobolsk à celui de Paris ; cette différence se trouve de 4 h 25, l’abbé Chappe fait construire un petit observatoire, et fait tous les préparatifs nécessaires. On approchait du 6 juin, jour si désiré, et tout semblait présager le temps le plus favorable. L’astronome raconte lui-même les inquiétudes, les alarmes qu’il éprouva alors à l’aspect du moindre nuage qui paraissait dans le ciel ; cependant on arrive au 6 juin. Le ciel est pur et serein ; l’abbé Chappe peut voir Vénus entrant sous le soleil, et faire les observations qui étaient le but et le prix de ce long et pénible voyage. Elles furent consignées dans un Mémoire du passage de Vénus sur le soleil, avec des observations sur l’astronomie et la déclinaison de la boussole faites à Tobolsk, en Sibérie, en 1761, Saint-Pétersbourg, in-4°.
Il revient en France deux ans après en être parti, et publie : Voyage en Sibérie fait en 1761 (avec la description du Kamtschatka, trad. du russe de Stepan Kracheninnikov), Paris, 1768, 2 tomes en 5 vol. grand in-4° et atlas in folio ; où, selon Hoefer, « Il se borne souvent à copier ses devanciers : il parle de choses qu’il n’a point vues et celles qu’il a observées l’ont été avec beaucoup de légèreté » ; l’édition d’Amsterdam, 1769-1770, 4 vol. in-12, fig., n’est qu’un abrégé de celle de Paris. Pour illustrer son ouvrage, il s’entoure de Jean-Michel Moreau, Caresme de Fécamp et surtout de Jean-Baptiste Le Prince qui, lui aussi, était allé en Russie et en Sibérie.
Cette relation est pleine de faits et de détails curieux dans laquelle l’auteur fait des observations peu favorables à la Russie, notamment en décrivant la vie sociale russe et l'état d'abaissement considérable du peuple, soumis encore au servage. Elle est très bien accueillie en France, et obtient l’honneur d’être réfutée ou critiquée par l’impératrice Catherine II de Russie elle-même, furieuse de la description de son pays, dans une brochure intitulée Antidote ou Réfutation du mauvais livre superbement imprimé intitulé : Voyage en Sibérie, etc., fait en 1761, par l’abbé Chappe, Amsterdam, Rey, in-12, et à la suite de l’édition de l’ouvrage de l’abbé Chappe donnée par le même libraire, ibid., et même année, vol. in-12. Cet ouvrage est rédigé et publié anonymement par Catherine II de Russie et le comte Chouvaloff, la jeune impératrice répondant à ce qu’elle considéra comme une attaque de son pays en reprenant chapitre par chapitre le livre de l’abbé pour le réfuter. Cette attribution fut combattue par Pierre René Auguis qui « donne pour collaborateur à la comtesse Dachkov le sculpteur Falconet ».
Une autre critique parait sous le titre Lettre d’un style franc et loyal, à l’auteur du Journal encyclopédique, in-12. La relation de l’abbé Chappe renferme beaucoup de faits minutieux qui sont étrangers au but de son voyage, beaucoup de détails qu’il a empruntés disent ses détracteurs, à d’autres voyageurs, et beaucoup de choses observées, qui donneront à ses ennemis le prétexte de mettre en doute l’authenticité de ses observations astronomiques ; on ne peut cependant douter de son zèle pour les progrès de l’astronomie.
On peut s'interroger toutefois sur les raisons qui amènent certaines personnes à tant contester la relation de la vie en Russie de l'abbé Chappe d'Auteroche, alors que l'historienne Hélène Carrère d'Encausse, secrétaire perpétuel de l'Académie française, originaire de Russie et grande connaisseuse de l'histoire de ce pays, ne met pas en cause la véracité du récit descriptif de l'abbé. Elle présente les deux versions qu'elle place à égalité sur le plan de la connaissance.
En 1764, sur ordre de Louis XV, l’Académie des sciences charge deux de ses membres, Duhamel du Monceau et l’abbé Chappe, de faire la preuve en mer de la montre marine no 3 de Ferdinand Berthoud. Ils embarquent, en compagnie de ce dernier, à Brest, le 7 octobre sur la corvette L’Hirondelle pour revenir le 24 octobre. Le 14 novembre, l’abbé Chappe lit à l’Académie le rapport de mission, qui ne sera jamais publié, fait exceptionnel attribué par Berthoud à l’intervention de Duhamel du Monceau, qui sera très affecté par la mort de son neveu, Fougeroux de Grandlieu qui était enseigne de vaisseau sur L’Hirondelle, quelques jours après le retour.

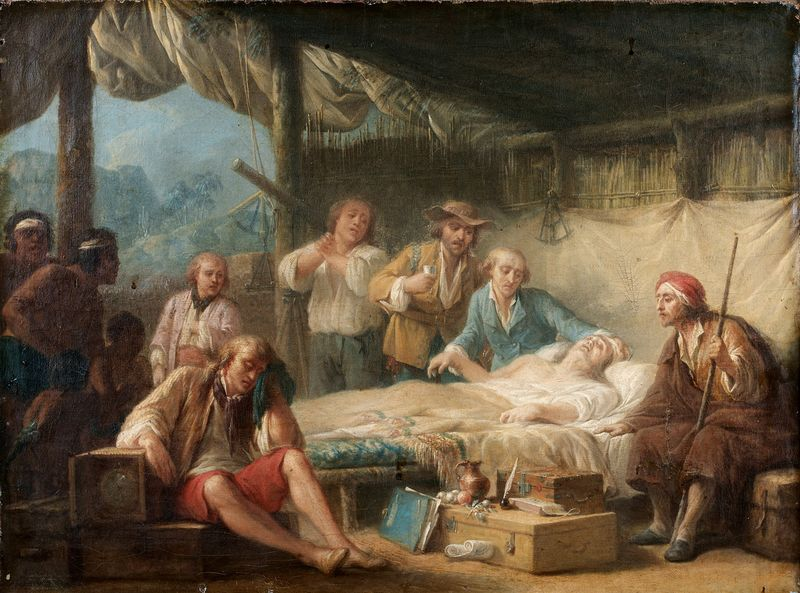
La Mort de l'abbé Chappe, peinture d'histoire attribuée à Alexandre Jean Noël.

Le même phénomène qui lui avait fait braver les neiges et les glaces du Nord engage l’abbé Chappe, six ans après, dans un autre voyage où il aura à supporter les ardeurs d’un climat brûlant. La Californie, presqu’île inculte et peu habitée, ayant été jugée l’un des lieux de la terre les plus propres à l’observation du transit de Vénus de l’an 1769, l’académie des sciences obtient du roi la permission d’y envoyer un de ses membres. L’abbé Chappe est choisi pour cette mission, et celui-ci se rend en Californie, accompagné de MM. Vicente Doz et Salvador Médina, officiers de marine et astronomes du roi d’Espagne et du dessinateur Alexandre Jean Noël. Quelque temps après son arrivée en Californie, il est pris de dysenterie, et meurt le 1er août 1769, satisfait, en expirant, d’avoir rempli la mission pour laquelle il avait quitté sa patrie. Lorsqu’on espérait sa guérison, les efforts qu’il fit pour observer une éclipse de lune augmentèrent son mal et le conduisirent au tombeau. Tous les membres de l’expédition périrent de la même maladie à l’exception d’un seul qui rapporta les résultats et les instruments. Ses observations furent publiées à Paris en 1772, par C.-F. Cassini, sous le titre de Voyage en Californie, pour l’observation du passage de Vénus sur le disque du soleil, le 5 juin 1769, contenant les observations de ce phénomène, et la description historique de la route de l’auteur à travers le Mexique, Paris, 1772, in-4°. On a encore de l’abbé Chappe plusieurs Observations astronomiques dans le recueil de l’académie des sciences, de 1760 à 1770. Son éloge a été prononcé dans cette même Académie, par Grandjean de Fouchy, le 14 novembre 1770.

### Biographie et sources
- « Jean Chappe », dans Louis-Gabriel Michaud, Biographie universelle ancienne et moderne : histoire par ordre alphabétique de la vie publique et privée de tous les hommes avec la collaboration de plus de 300 savants et littérateurs français ou étrangers, 2e édition, 1843-1865 [détail de l’édition]
- Jean-Paul Grandjean de Fouchy, Éloge de M. l'abbé Chappe, dans Histoire de l'Académie royale des sciences - Année 1769, Imprimerie royale, Paris, 1772, p. 163-172 (lire en ligne)
- Bruno Dupont de Dinechin, Duhamel du Monceau. Connaissance et mémoires européennes, 1999  (ISBN 2-919911-11-2)